# Stenocereus eruca
Stenocereus eruca (Brandegee) A.C. Gibson & K.E. Horak 1978 (noto anche con il nome di Diavolo strisciante per la sua strana forma che ricorda un bruco) è una pianta della famiglia delle Cactaceae nativa del Messico.

## Descrizione
Il Diavolo strisciante è colonnare, con un gambo molto spinoso verde paglierino, di circa 5 cm di diametro e 1,5-2 metri di lunghezza, con la sola parte terminale sollevata da terra.
I grandi fiori notturni che produce, bianchi, rosa o gialli, sono lunghi in media dai 10 ai 14 cm con un ovaio spinoso; sono piuttosto rari e nascono solo in risposta a forti piogge.
A seconda della sua collocazione, può crescere fino a 60 cm in un anno (nelle zone calde ed umide della bassa California, mentre se collocato in luoghi caldi e secchi, il suo sviluppo è estremamente lento, tanto da decuplicarne il tempo).
In caso di estremo isolamento, in mancanza di insetti impollinatori, è straordinariamente in grado di clonare se stessa.

## Distribuzione e habitat
S. eruca è endemico delle coste pacifiche del Messico settentrionale, e si trova solo su suoli sabbiosi, dove forma colonie massicce.